# Armand Malaise
 Armand Malaise né le 19 novembre 1888 à Landrichamps dans les Ardennes, et mort en mission le 4 janvier 1944 à Lonny, était un directeur d'école, un militant socialiste et un résistant français pendant la Seconde Guerre mondiale.

## Biographie
Armand Malaise est né à Landrichamps le 19 novembre 1888. Fils d'un ouvrier et d'une couturière, il entre à l’Ecole normale d’instituteurs de Charleville en 1904, et devient instituteur en 1907. Pendant la Guerre de 1914 il est blessé et fait prisonnier. Après la guerre il  est secrétaire général de la section des Ardennes de la CGT, et est nommé directeur d'école. À la suite de son refus de travailler pour la préfecture de La Roche-sur-Yon en 1941, il démissionne et subit des représailles du gouvernement de Vichy. En 1942 il organise un mouvement de résistance. Il meurt accidentellement lors d'une tempête de neige le 4 janvier 1944 à Lonny, alors qu'il revenait d'une mission.

## Hommages
En 1981 le lycée d'enseignement professionnel du Bois Fortant (Charleville-Mézières) devient le lycée Armand Malaise. Il conserve ce nom jusqu'en 2018.
Une place de Nouvion-sur-Meuse porte son nom.